# Inverzna krivulja
Inverzna krivulja (tudi obratna krivulja) je v geometriji za dano krivuljo {\displaystyle C\,} rezultat uporabe operacije inverzije, ki jo izvedemo za krivuljo {\displaystyle C\,}.

## Opis
Dano imamo fiksno krožnico s središčem v {\displaystyle O\,} in polmerom {\displaystyle r\,}. Inverzno (obratno) točko {\displaystyle Q\,} točke {\displaystyle P\,}, ki leži  na daljici QO in zanjo velja {\displaystyle OP.PQ=k^{2}\,}. Geometrijsko mesto  točk {\displaystyle P\,}, ko se giblje {\displaystyle Q\,} po krivulji {\displaystyle C\,}, se imenuje inverzna krivulja krivulje {\displaystyle C\,}. Točka {\displaystyle O\,} se imenuje središče inverzije, krog imenujemo krog inverzije, vrednost {\displaystyle k\,} pa je polmer inverzije.
Če inverzijo uporabimo dvakrat, dobimo identično preslikavo.

## Oblike
Inverzna točka glede na enotski krog, ki ima koordinate središča {\displaystyle (X,Y)\,} ima koordinate
{\displaystyle X={\frac {x}{x^{2}+y^{2}}},\ Y={\frac {y}{x^{2}+y^{2}}},}
ali, kar je enakovredno 
{\displaystyle x={\frac {X}{X^{2}+Y^{2}}},\ y={\frac {Y}{X^{2}+Y^{2}}}.}.
Tako za inverzno funkcijo, ki je določena z {\displaystyle f(x,y)=0\,}, glede na enotski krog, dobimo
{\displaystyle f\left({\frac {X}{X^{2}+Y^{2}}},\ {\frac {Y}{X^{2}+Y^{2}}}\right)=0.}.
Iz tega se vidi, da je za algebrsko funkcijo stopnje {\displaystyle n\,} zopet algebrska funkcija, ki ima najmanj stopnjo {\displaystyle 2n\,}.
Recimo, da je funkcija dana v parametrični obliki kot 
{\displaystyle x=x(t),\ y=y(t)}. V tem primeru lahko pišemo inverzno obliko glede na enotski krog kot
{\displaystyle X=X(t)={\frac {x(t)}{x(t)^{2}+y(t)^{2}}},\ Y=Y(t)={\frac {y(t)}{x(t)^{2}+y(t)^{2}}}.}.
To pomeni, da je inverzna krivulja racionalne krivulje zopet  racionalna krivulja.
Bolj splošno je inverzna krivulja dane krivulje, ki je določena z {\displaystyle f(x,y)=0\,} glede na krožnico s središčem v (a, b) in polmerom k določena z enačbo
{\displaystyle f\left(a+{\frac {k^{2}(X-a)}{(X-a)^{2}+(Y-b)^{2}}},\ b+{\frac {k^{2}(Y-b)}{(X-a)^{2}+(Y-b)^{2}}}\right)=0.}
Inverzna krivulja, ki pa je dana parametrično z enačbama
{\displaystyle x=x(t),\ y=y(t)},
je glede na neko krožnico, je dana kot
{\displaystyle X=X(t)=a+{\frac {k^{2}(x(t)-a)}{(x(t)-a)^{2}+(y(t)-b)^{2}}},\ Y=Y(t)=b+{\frac {k^{2}(y(t)-b)}{(x(t)-a)^{2}+(y(t)-b)^{2}}}.}
V polarnem koordinatnem sistemu so enačbe enostavnejše, če je  krožnica inverzije enotska krožnica. Inverzna točka {\displaystyle f(r,\theta )\,} glede na enotsko krožnico {\displaystyle f(r,\Theta )\,} kjer je 
{\displaystyle R={\frac {1}{r}},\ \Theta =\theta ,}
ali
{\displaystyle r={\frac {1}{R}},\ \theta =\Theta .}
Tako je enačba inverzne krivulje za dano krivuljo {\displaystyle f(r,\theta )\,} določena kot {\displaystyle f(1/R,\Theta )=0\,}  in inverzna krivulja krivulje {\displaystyle r=g(\theta )\,} je enaka {\displaystyle r=1/g(\theta )\,}.

## Zgledi
Uporabimo zgornje transformacije na Bernoullijevi lemniskati z enačbo 
{\displaystyle (x^{2}+y^{2})^{2}=a^{2}(x^{2}-y^{2})\,}.
To nam da 
{\displaystyle a^{2}(u^{2}-v^{2})=1,\,}
kar pa je enačba hiperbole.
Ker pa je hiperbola racionalna krivulja, iz tega sklepamo, da je tudi lemniskata racionalna krivulja, ki ima rod enak 0. 